# Eleições regionais em Baden-Württemberg de 1984
As eleições regionais em Baden-Württemberg de 1984 foram realizadas a 25 de Março e, serviram para eleger os 126 deputados para o parlamento regional.
O vencedor das eleições foi, mais uma vez, a União Democrata-Cristã que, também, manteve a maioria absoluta parlamentar, obtendo 51,9% dos votos e 68 deputados. 
O Partido Social-Democrata da Alemanha estagnou nos 32,4% dos votos e 41 deputados, enquanto o Partido Democrático Liberal obteve um mau resultado, ficando-se pelos 7,2% dos votos e 8 deputados.
A grande surpresa eleitoral foram Os Verdes, que se afirmaram como terceiro partido regional, conquistando 8,0% dos votos e 9 deputados.
Depois das eleições, os democratas-cristãos mantiveram-se na liderança do governo regional.

## Resultados Oficiais
| Partido                 | Partido                     | Votos     | %     | +/-   | Deputados | +/-     |
| ----------------------- | --------------------------- | --------- | ----- | ----- | --------- | ------- |
|                         | União Democrata-Cristã      | 2 412 085 | 51,87 | 1,48  | 68 / 126  | Estável |
|                         | Partido Social-Democrata    | 1 507 088 | 32,41 | 0,14  | 41 / 126  | 1       |
|                         | Os Verdes                   | 372 374   | 8,01  | 2,66  | 9 / 126   | 3       |
|                         | Partido Democrático Liberal | 333 386   | 7,17  | 1,13  | 8 / 126   | 2       |
|                         | Outros                      | 25 253    | 0,54  |       | 0 / 126   |         |
| Votos Inválidos         | Votos Inválidos             | 56 055    | 1,21  | 0,41  |           |         |
| Total                   | Total                       | 4 706 241 | 100   |       | 126 / 126 | 2       |
| Eleitorado/Participação | Eleitorado/Participação     | 6 609 204 | 71,21 | 0,78  |           |         |
| Fonte                   | Fonte                       | [ 1 ]     | [ 1 ] | [ 1 ] | [ 1 ]     | [ 1 ]   |